# 加伯爾山
46°10′16″N 7°51′31″E / 46.17124°N 7.85848°E

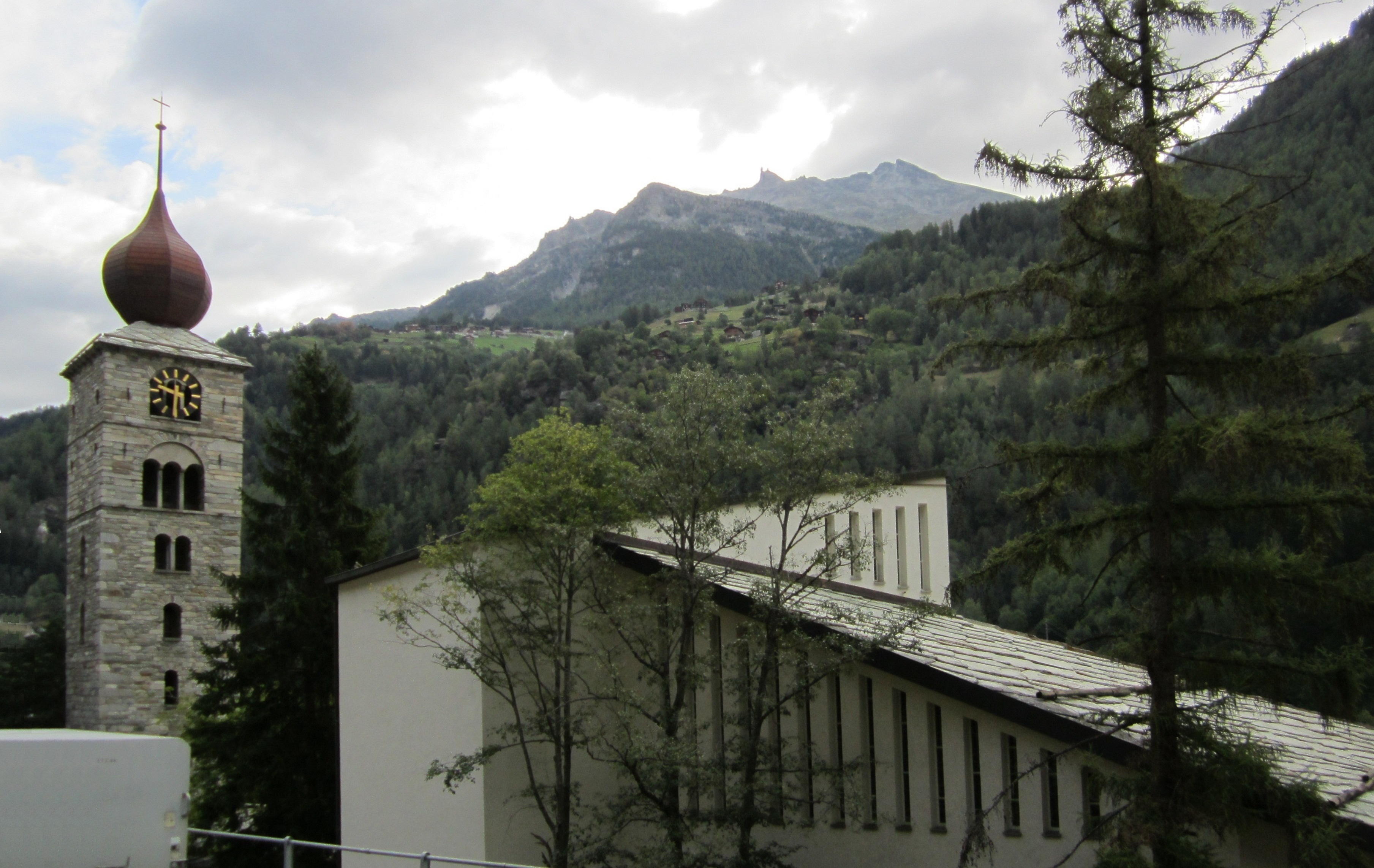

加伯爾山（Gabelhorn），是瑞士的山峰，位於該國西南部，由瓦萊州負責管轄，屬於本寧阿爾卑斯山脈的一部分，距離伯爾尼90公里，海拔高度3,136米，每年平均降雨量1,585毫米。